# Chwaliszów
Chwaliszów (niem. Quolsdorf) – wieś w Polsce położona w województwie dolnośląskim, w powiecie wałbrzyskim, w gminie Stare Bogaczowice, w dolinie rzeki Strzegomki, na granicy Pogórza Wałbrzyskiego i Pogórza Bolkowskiego, która to płynie tu dość głęboką doliną, mając miejscami przełomowy charakter. Strzegomka we wsi łączy się z Czyżynką. Wieś graniczy z Książańskim Parkiem Krajobrazowym. 

## Podział administracyjny
W latach 1975–1998 miejscowość administracyjnie należała do województwa wałbrzyskiego.

## Zabudowa
Jest to przykład miejscowości łańcuchowej (około 4 km długości). Znajduje się w niej najstarszy dom mieszkalny na Dolnym Śląsku. Jest to pruski mur pochodzący z 1578 roku. Pod numerem 94 znajduje się dom przysłupowy, zwany łużyckim, charakterystyczny dla przygranicznych rejonów Saksonii, Dolnego Śląska, Łużyc, Czech i Szwajcarii Saksońskiej.

## Demografia
W 2001 roku na terenie wsi mieszkało 423 osoby. Według Narodowego Spisu Powszechnego (III 2011 r.) liczyła 471 mieszkańców.

## Turystyka
Przez wieś przebiega kilka ważnych szlaków turystycznych, są to m.in.: 
- Szlak Ułanów Legii Nadwiślańskiej
- Szlak Zamków Piastowskich

## Infrastruktura
Miejscowość ta jest skanalizowana, posiada wodociąg oraz oczyszczalnię ścieków o przepustowości 600 m³/h, oddaną do użytku we wrześniu 2006 roku. Przez wieś przebiega droga wojewódzka nr 375. Na terenie wsi prowadzona jest świetlica środowiskowa. W północnej części miejscowości znajduje się południowy brzeg sztucznego Jeziora Dobromierz utworzonego na rzece Strzegomce.

## Historia

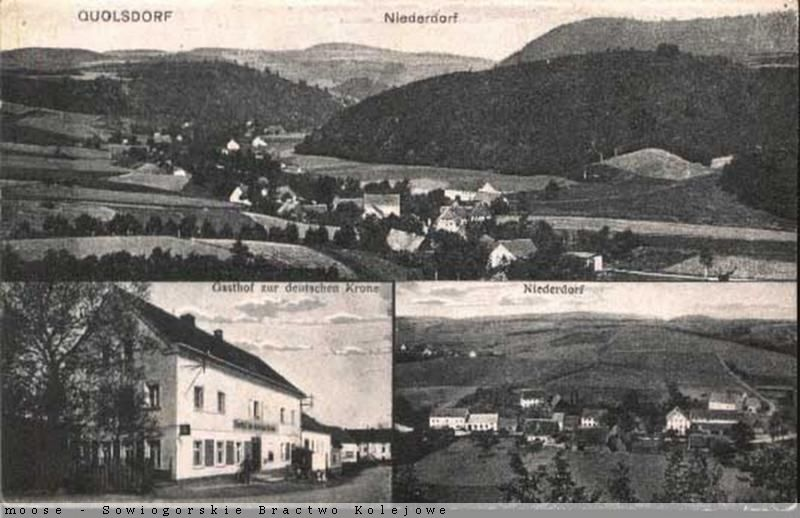
Widok na dolną część wsi zwaną Chwaliszowem Górnym, zdjęcie z ok. 1910

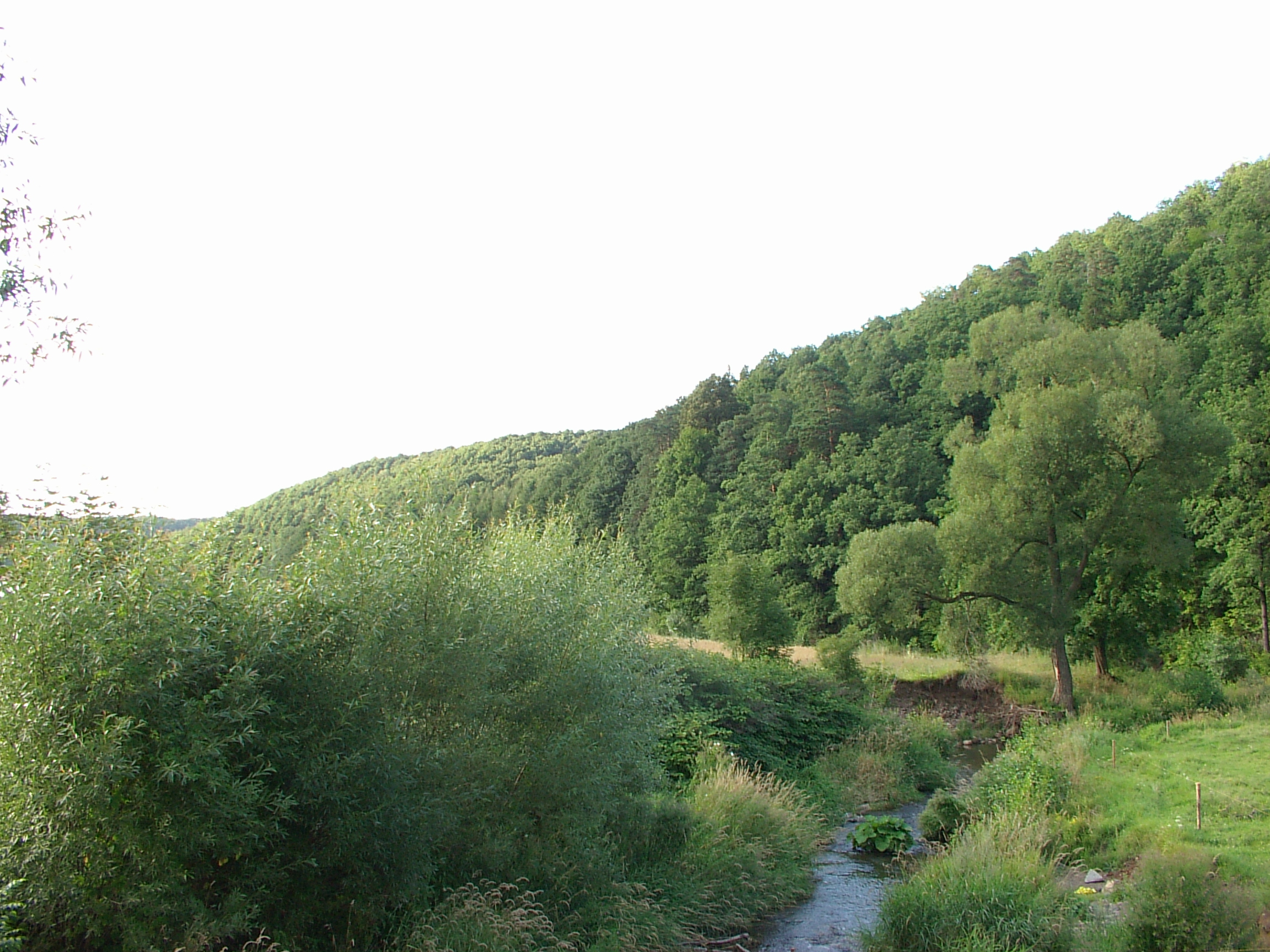
Koryto rzeki Strzegomki

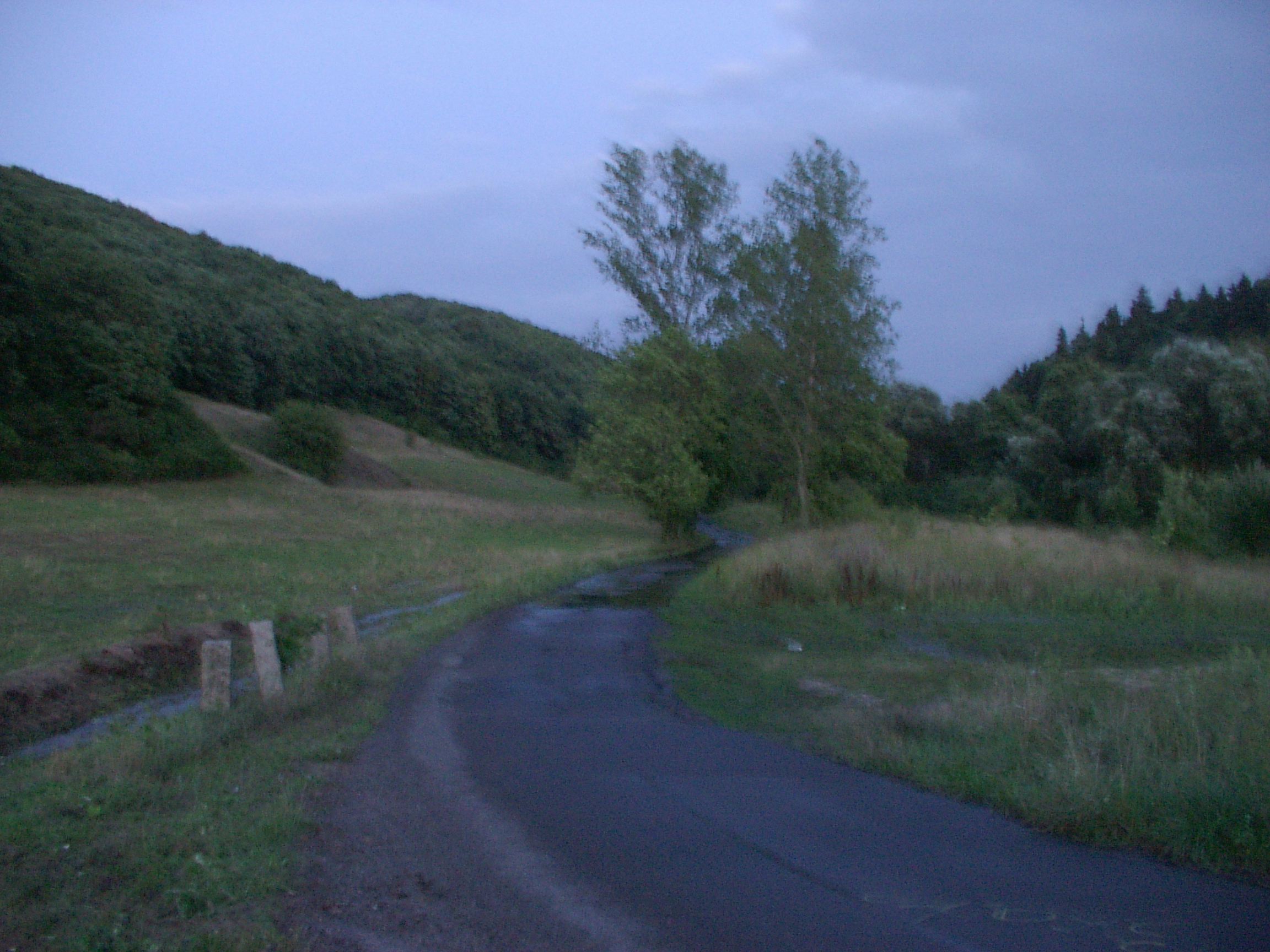
Książański Park Krajobrazowy w Chwaliszowie

Wieś jest po raz pierwszy wymieniona w dokumentach z 1228 roku, w aktach związanych z założeniem klasztoru henrykowskiego. W księdze henrykowskiej mowa jest o tym, że książę Henryk I Brodaty podarował klasztorowi 50 łanów w Chwaliszowie. Nadanie to miało miejsce 6 czerwca 1228, z okazji poświęcenia dwóch ołtarzy w kościele henrykowskim, przy okazji potwierdzenia wcześniejszej darowizny zmarłego w 1227 roku kanonika Mikołaja konwentowi henrykowskiemu. Wspomniane nadanie wymienione jest ponownie w dokumencie księcia Bolka II z 1263 roku oraz w dokumencie biskupa Tomasza I z tegoż roku. Wiadomo również, że w 1263 roku wieś była lokowana na prawie niemieckim. W dokumencie z 1265 roku wymieniony był sołtys Theodor. W 1292 roku Chwaliszów wraz ze Starymi Bogaczowicami przekazany został konwentowi cysterskiemu w Krzeszowie, które to nadanie potwierdzone było w dokumentach księcia Bolka I również w latach 1293 i w 1299 Bolko I pozostawił sobie jednak prawo książęce do wsi. Po 1300 roku posiadłości we wsiach były przez cystersów rozszerzane.
W 1547 roku opat krzeszowski Johann V zastawił Stare i Nowe Bogaczowice oraz Chwaliszów radcy cesarskiemu Hansowi von Schaffgotsch; w 1571 roku opat Krzeszowa Christoph Scholtz odkupił te miejscowości od Hansa Schaffgotscha – miejscowość stała się ponownie własnością klasztorną.
W okresie wojny siedmioletniej 2-krotnie zakładane były w miejscowości kwatery polowe wojsk pruskich. Poprzez przynależność do dóbr klasztoru krzeszowskiego historia wsi jest zbieżna z historią konwentu oraz innych okolicznych posiadłości cysterskich. Chwaliszów zawsze należał do parafii w Starych Bogaczowicach. Po sekularyzacji dóbr klasztornych w 1810 roku włość cysterska (1180 ha gruntów) przeszła na własność skarbu państwa. W Chwaliszowie, podobnie jak w okolicznych miejscowościach rozwijało się tkactwo lnu.

## Zabytki
Do wojewódzkiego rejestru zabytków wpisany jest:
- dom, ul. Główna 94[5], z XVI w. (1578 r.)